# Osanica (Žagubica)
Pour les articles homonymes, voir Osanica.
Osanica (en serbe cyrillique : Осаница ; en valaque : Osaniţa) est une localité de Serbie située dans la municipalité de Žagubica, district de Braničevo. Au recensement de 2011, elle comptait 1 044 habitants.
Osanica est officiellement classée parmi les villages de Serbie.

## Géographie
Osanica est située à l'extrémité nord-ouest de la vallée de Žagubica, dans la région d'Homolje. Le territoire du village est traversé par la rivière Osanička  reka et entourée par les sommets méridionaux des monts Homolje. Le village se trouve ainsi à proximité des monts  Mare (631 m), Velika Šetača (553 m) et Kulare (462 m), à une altitude moyenne de 305 m. Osanica se trouve à 15 km de Žagubica, le siège de la municipalité, 12 km de Krepoljin et 13 km de Jošanica. Le principal cours d'eau du secteur est l'Osanička reka, qui se jette dans la Mlava près de l'église de Ribare.

## Démographie

### Évolution historique de la population
| 1948  | 1953  | 1961  | 1971  | 1981  | 1991  | 2002  | 2011  |
| ----- | ----- | ----- | ----- | ----- | ----- | ----- | ----- |
| 1 646 | 1 702 | 1 648 | 1 579 | 1 540 | 1 380 | 1 187 | 1 044 |

|  |